# Mauk Moruk
Mauk Moruk (* 22. Juni 1955 in Laga, Portugiesisch-Timor; † 8. August 2015 in Watu Saha Loi, Suco Uatu Haco, Osttimor), eigentlich Paulino Gama, war ein osttimorischer Paramilitär und Widerstandskämpfer gegen die indonesische Besatzung sowie später gegen die Regierung Osttimors.

## Familie
Der Großvater Leki Nana war lokaler Liurai und legendärer Krieger, der Magie nach der Philosophie des Luliks betrieb. Er kämpfte gegen die Japaner in der Schlacht um Timor und wurde der Legende nach sieben Mal enthauptet. Mit Hilfe des Luliks habe er sich jedes Mal wieder zurück ins Leben gebracht.
Mauk Moruk war der jüngere Bruder von Cornélio da Conceição Gama (L7), Gründer der Partei UNDERTIM und Chef der spirituellen Gruppe Sagrada Família. Die zwei weiteren Brüder und drei Schwestern kamen während der indonesischen Besatzungszeit ums Leben.

## Leben
Mauk Moruk war Mitglied der FALINTIL, die gegen die indonesische Besatzung kämpfte. Er war stellvertretender Stabschef und Kommandant der Roten Brigade und galt als leidenschaftlicher Kämpfer. 1984 versuchte Mauk Moruk, zusammen mit Stabschef Reinaldo Freitas Belo (Kilik Wae Ga’e) und zwei anderen Offizieren den FALINTIL-Kommandeur Xanana Gusmão zu stürzen, nachdem dieser sich für ein Bündnis aller nationalen timoresischen Kräfte ausgesprochen hatte. Zudem gab es Differenzen über die militärische Strategie. Der Umsturz misslang, und Mauk Moruk ergab sich den Indonesiern und lebte 1999 im Exil in den Niederlanden.
Im Oktober 2013 kehrte Mauk Moruk aus den Niederlanden nach Osttimor zurück. Hier gründete er die paramilitärische Organisation Konseilu Revolusionariu Maubere (KRM, deutsch Revolutionärer Rat Maubere). Im Dezember 2013 hielt Mauk Moruk eine Rede an der Universidade Nasionál Timór Lorosa’e (UNTL), in der er die Intellektuellen des Landes aufrief, sich seiner Anti-Armut-Revolution anzuschließen und die Regierung von Xanana Gusmão, der nun Premierminister war, zu stürzen. Eine weitere Forderung war die Rückkehr zur Verfassung von 1975. Auch sollten sich die Intellektuellen der Sagrada Família von Mauk Moruks Bruder Cornélio anschließen. Der KRM kann auf eine erhebliche Unterstützung aus der Bevölkerung verweisen. Gerade das Verbot von Martial-Art-Gruppen brachte dem KRM Zulauf. Dabei profitiert er von der Unzufriedenheit vieler Osttimoresen, die seit Erlangung der Unabhängigkeit 2002 noch immer in Armut leben.
Aufsehen erregte der KRM, als im November 2013 Mitglieder in Laga in Militäruniformen aufmarschierten und damit gegen das Uniformverbot für Zivilpersonen verstießen. Eine angekündigte Demonstration für vorgezogene Neuwahlen in der Landeshauptstadt Dili am 28. November, dem Unabhängigkeitstag, fand ebenso wenig statt wie die geforderten Gespräche mit Premierminister Gusmão. Demonstrationen gegen Australien und den umstrittenen CMATS-Vertrag erhielten keine Genehmigung von der Polizei.
Am 3. März 2014 beschloss das Nationalparlament eine Resolution, die die Polizei anwies, gegen Aktivitäten des KRM vorzugehen. Nach Beratungen der Führungsspitze erklärte sich der KRM dazu bereit, mit den Behörden zu kooperieren. Mauk Moruk wurde daraufhin festgenommen. Am 13. Dezember ordnete das Gericht von Dili seine Freilassung an. Im Januar 2015 nahm der KRM in Laga zwei Polizisten als Geiseln und verwundete zwei weitere. Premierminister Gusmão fuhr persönlich in einem Konvoi nach Laga und erreichte in Verhandlungen die Freilassung der Geiseln. Mauk Moruk floh danach mit seinen Leuten in die Wildnis.
Seit der Geiselnahme im März versuchten Polizei und Armee mit der Operation Hanita, Mauk Moruk und seine Unterstützer festzunehmen. Nach mehreren Gefechten wurde Mauk Moruk zusammen mit zwei weiteren KRM-Kommandanten in Watu Saha Loi (Aldeia Uai-Tali-Bu'u, Suco Uatu Haco), nahe Fatulia, von Polizei und Armee gestellt und bei einem Schusswechsel getötet. Außerdem gab es mehrere Verletzte, darunter einen Polizeibeamten. In einer ersten Stellungnahme bedauerte die Regierung den Tod von Mauk Moruk. Er und seine mit ihm gefallenen Kameraden wurden am 19. August in Laga beigesetzt.